# Боццао, Джанфранко
Джанфранко Боццао (итал. Gianfranco Bozzao; 3 августа 1936, Венеция — 24 мая 2019, Феррара, Эмилия-Романья) — итальянский футболист.

## Карьера
Играл на позиции левого защитника. Профессиональную карьеру начал в 1956 году в клубе «Салернитана», которая взяла его в аренду из молодёжного состава «Фиорентирны». После года выступления на правах аренды в 1957 году подписал полноценный контракт с клубом «Ареццо».
С 1958 по 1961 год играл за клуб СПАЛ в серии А, своей игрок привлёк снимание тренерского штаба «Ювентуса» куда и перешёл в 1961 году. Провёл в составе клуба из Турина всего 7 матчей в чемпионате и 6 еврокубках, после чего вернулся обратно в состав СПАЛа.
В СПАЛе проводит следующие шесть сезонов, став тем самым, одной из легенд клуба, сыграв в составе совокупно в 204 играх национального первенства.
Карьеру игрока завершил в 1969 году «Пьяченце».
По завершении карьеры игрока ушёл в тренерскую работу, возглавлял молодёжные составы ряда итальянских клубов.

## Награды
Пьяченца
Серия C (группа А)
- Чемпион: 1968/1969